# Lucretia Mott
Lucretia Mott (Nantucket, Massachusetts, 3 de gener de 1793 - Filadèlfia, Pennsilvània, 11 de novembre de 1880) va ser una defensora dels drets de les dones, pionera dins del moviment feminista i abolicionista, que va passar a la història, entre altres motius, per participar en l'organització de la Convenció de Seneca Falls.

## Biografia
Lucretia Coffin va néixer en el si d'una família quàquera, i fou la segona de set germans. Els seus pares eren Thomas Coffin i Anna Folger, son pare era capità d'un balener i la seva mare dirigia l'explotació agrícola familiar.
El pensament quàquer fou determinant en la formació de les seves idees, especialment la igualtat davant Déu que predica aquest moviment religiós. Als tretze anys, Lucretia ingressa en la Nine Partners Quaker Boarding School, un col·legi quàquer on rep educació i on més tard exercirà com a professora.
El 10 d'abril de 1812, Lucretia contreu matrimoni amb James Mott, un altre professor de la seva escola; el matrimoni va tenir sis fills, i el primer en morí als cinc anys. El 1821 el matrimoni es trasllada a Filadèlfia i ella és nomenada predicadora del grup quàquer local.
El context de lluita per l'abolició de l'esclavisme als Estats Units i la marginació de les dones en tots els aspectes de la vida pública i professional, van marcar el pensament de Lucretia Mott; tot això emmarcat en la comunitat quàquera.
Lucretia Mott sofria de dispèpsia, cosa que no li va impedir dur a terme la seva labor com a activista. A causa de l'activisme per l'abolició de l'esclavitud del matrimoni Mott, la seva casa es va convertir en el centre del moviment antiesclavista de Filadèlfia i en una etapa del Ferrocarril subterrani, una ruta de fuita dels esclaus fugits.
L'11 de novembre de 1880, a l'edat de 87 anys, mor a la seva casa de Cheltenham (Pennsilvània) víctima d'una pneumònia; va ser enterrada al cementiri quàquer Fairhill, al nord de Filadèlfia.

## Activisme
Lucretia Mott ha passat a la història com una abolicionista, una defensora dels drets de les dones i de les llibertats civils, i la faceta de defensora de les dones fou la més notable. No obstant això, l'abolicionisme fou la seva porta d'entrada al món de l'activisme.
La presa de consciència de la situació de les dones va arribar-li quan descobrí que a la seva escola els professors cobraven molt més que les professores per fer el mateix treball; aquesta consciència del problema s'accentua a mesura que troba rebuig per part dels seus mateixos companys del moviment abolicionista, és criticada per parlar en públic, assumir rols de comandament i, en general, per participar en la vida pública.

### Abolicionisme

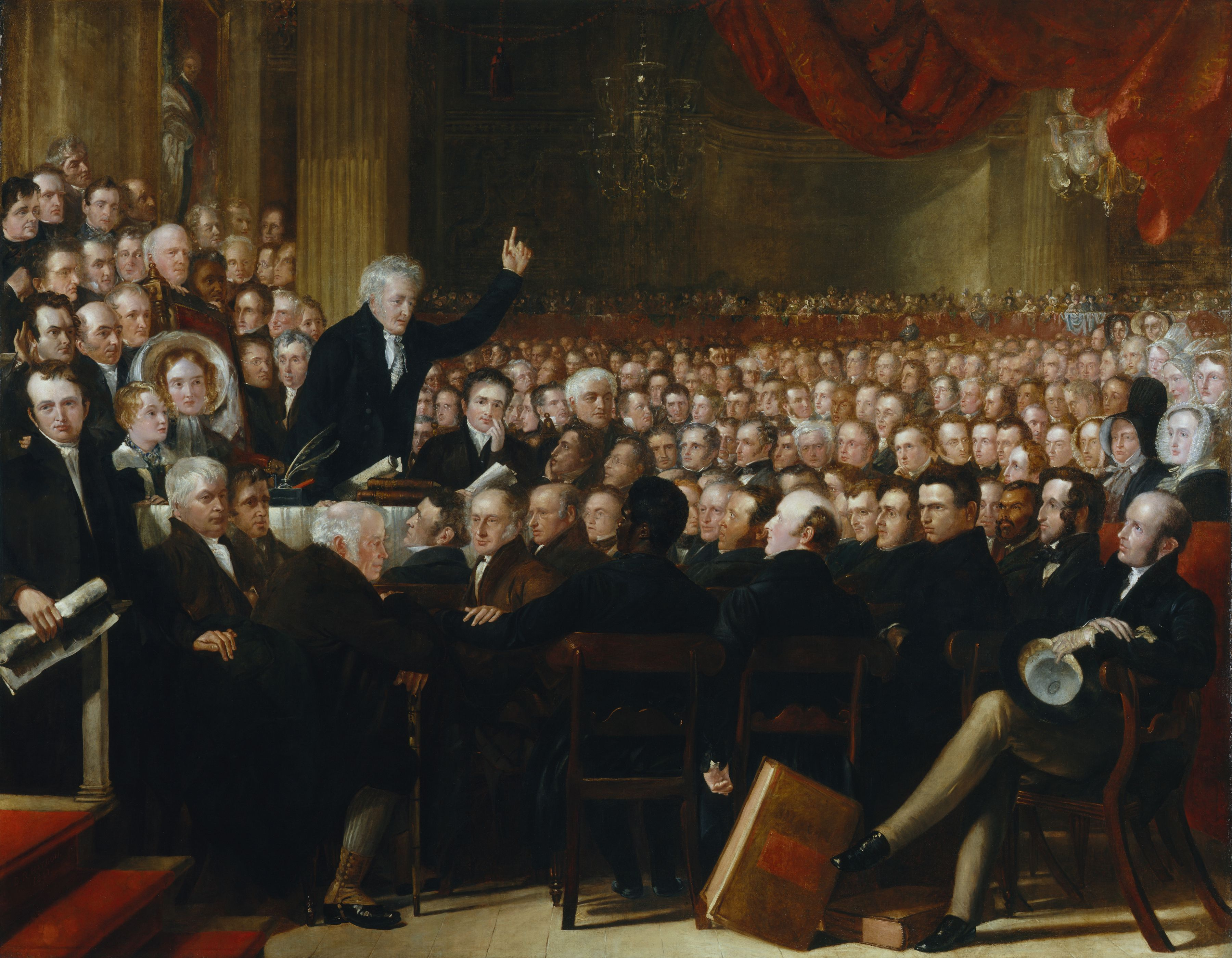
Pintura de la convenció de l'Anti-Slavery Society a Exeter Hall, a la qual van assistir dones, algunes destacades intel·lectuals, sufragistes i protofeministes com Mott; noti's que les dones estan al final de la sala, pràcticament segregades, obligades a tenir un paper accessori en la convenció

Com a ministra quàquera, comença a incloure en els seus sermons al·legats en contra de l'esclavitud i per la reforma moral de la societat. El 1830 Mott ja comptava amb un cert reconeixement com a abolicionista.
L'abolicionisme serà determinant a l'hora de conformar el seu pensament; durà a terme una intensa labor, juntament amb el seu marit, dins d'aquest moviment. Segons el pensament quàquer, l'esclavitud és una institució proscrita per Déu i, en conseqüència, Mott es nega a utilitzar béns provinents d'explotacions esclavistes, com per exemple sucre de canya.
El 1833 funda al costat del seu marit la "Pennsylvania Anti-Slavery Society", però es troba amb l'oposició dels seus companys (homes); al desembre d'aquest any, Mott acudeix juntament amb el seu marit a la Societat Antiesclavista de Nova Anglaterra, convidats per William Lloyd Garrison; Lucretia va tenir un paper important en les converses, més que el seu marit, que acudia com a delegat a la convenció.
La participació política de les dones estava completament en contra de les normes socials de l'època, per exemple, molts homes eren poc inclinats a permetre que les dones parlessin a l'església o al fet que es formessin grups mixts. En aquest context, Mott funda la "Philadelphia Female Anti-Slavery Society", una societat abolicionista per a dones.
El 1837, en la Convenció antiesclavista de dones americanes, Mott té un paper molt important; en aquesta mateixa convenció, Angelina Grimké va donar un discurs que, per les seves característiques, va resultar xocant per als homes, per utilitzar unes actituds i un llenguatge vedats a les dones en aquells moments. Com a conseqüència, Mott va ser objecte de menyspreu: arribaren els seus rivals a llançar deixalles a la porta del seu domicili.

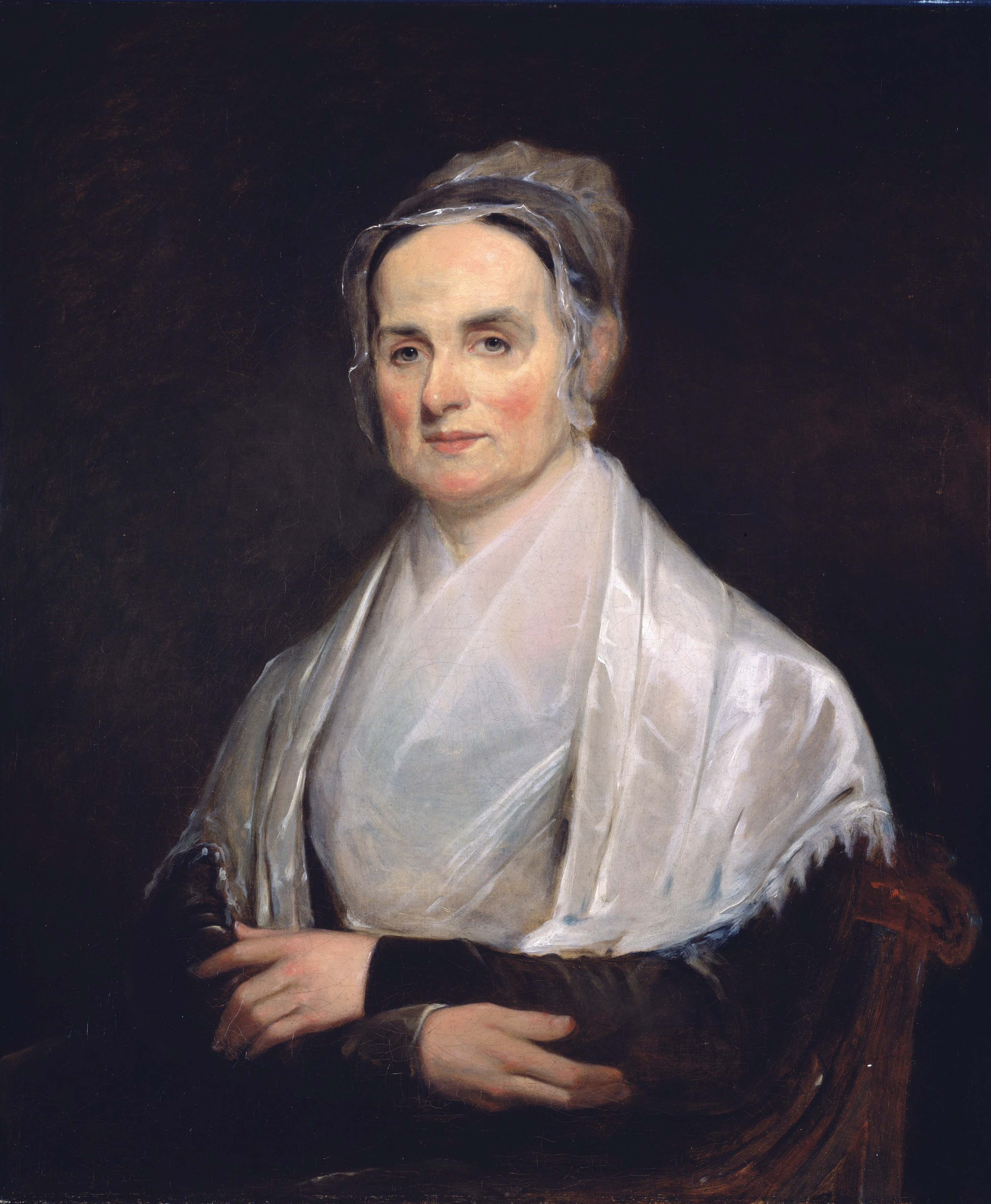
Lucretia Mott (1842)

Malgrat ser una coneguda capdavantera abolicionista i una de les sis delegades (dones) que van acudir al congrés, es rebutja formalment la seva participació en el Congrés Mundial Abolicionista que es va celebrar a Londres el 1840, pel  fet de ser dona. Els homes van votar per vetar la participació femenina i per segregar-les de la resta d'assistents; alguns homes van protestar per l'exclusió de les dones, entre ells William Lloyd Garrison i Wendell Phillips; tres homes es van asseure al costat de les dones en senyal de protesta per la marginació a la qual se sotmetia les delegades. Després d'agres discussions, es va buscar una solució intermèdia, proporcionant una cadira més alta a Mott perquè, des del lloc que havien deixat a les dones, pogués seguir les intervencions i, al final, a manera de reparació, Mott és una de les poques dones que apareixen en la pintura commemorativa del congrés i va deixar una forta impressió en els assistents, alguns dels quals li van donar grans mostres de suport.
De tornada als Estats Units, Mott comença una sèrie de viatges a Nova York, Boston i diferents estats esclavistes; es trobava cara a cara amb els amos d'esclaus per discutir la moralitat de l'esclavitud amb ells. A Washington DC, la capital del país, se les va arreglar perquè el seu discurs coincidís amb el pas dels congressistes americans, de manera que va acabar tenint entre l'audiència del seu discurs 40 congressistes.
Es va entrevistar amb el president John Tyler que, impressionat pel seu discurs, li va oferir enfrontar-se en un debat amb el seu rival pro esclavista John C. Calhoun.

### Convenció de Seneca Falls

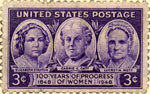
Segell amb els retrats d'Elizabeth Cady Stanton, Carrie Chapman Catt i Lucretia Mott, 1948. Sota els retrats pot llegir-se "100 years of progress of women, 1848-1948" ('100 anys de progrés de les dones, 1848-1948')

Juntament amb Elizabeth Cady Stanton, Mott va ser una de les dones que van protestar per la marginació de les dones durant el congrés internacional abolicionista de 1840 a Londres; després d'aquesta trobada, es va desenvolupar una estreta col·laboració entre ambdues capdavanteres per a la realització d'una convenció i crear una associació per a la defensa dels drets de les dones.
Passen alguns anys i el 19 de juliol de 1848, Stanton i Mott, juntament amb unes altres, van organitzar la Convenció pels drets de les dones a Seneca Falls, Nova York. La Convenció de Seneca Falls va ser la primera trobada pública de dones als Estats Units; aquesta trobada es va fer a la capella metodista de Seneca Falls. Encara que no estava planejat que assistissin homes a la primera sessió, els homes que hi van acudir no van ser expulsats.
Stanton és considerada l'artífex de l'inici de la lluita pels drets de les dones; no obstant això, va ser el treball conjunt i la labor de mentora de Mott el que va fer de la convenció un èxit. La germana de Mott, Martha Coffin Wright, també va participar en l'organització i és una de les signants de la declaració de Sentiments de Seneca Falls, un al·legat pels drets de les dones basat en la Declaració d'Independència dels Estats Units que es va distribuir com un fullet després de la seva aprovació.
En alguns aspectes, les conviccions de Mott diferien de les d'altres companyes del moviment; encara que advocava per la igualtat de drets amb els homes, es va negar a fer pressió per a la creació de lleis sobre el divorci que permetessin a la dona mantenir el contacte amb els seus fills després d'un divorci; en això es diferencia de Stanton, que tenia una posició menys conservadora.
Amb el temps, el sufragisme va convertir-se en el nucli central de la lluita, que comença al principi amb aspectes relacionats amb la igualtat juridicolegal. Mott publica dos anys més tard (1850) Discourse on Woman, un llibre sobre les restriccions que sofrien les dones als Estats Units.
A partir de 1865, una vegada que l'esclavitud ha passat a la història, va centrar-se en el dret al sufragi, tant de les dones com dels negres. Fins a la seva mort, Mott va actuar de nexe entre les activistes pels drets de la dona i el sufragi, posant pau entre Elizabeth Cady Stanton, Susan B. Anthony i Lucy Stone.